# James R. Beverley
James Rumsey Beverley (ur. 1894, zm. 1967) – amerykański polityk, dwukrotnie tymczasowy gubernator Portoryko, znajdującego się wówczas pod administracją kolonialną Stanów Zjednoczonych.

## Życiorys
Urodził się w 1894 roku.
Beverley dwukrotnie sprawował urząd gubernatora Portoryko najpierw w 1929, kiedy to zastąpił na stanowisku Horace’a Mann Townera, przez  do 9 września 1929. Jego następcą został wówczas Theodore Roosevelt Jr.. W styczniu 1932 zastąpił Roosevelta i tymczasowo sprawował funkcję do lipca 1833 roku, kiedy przekazał urząd Robertowi Gore. 
James Rumsey Beverley zmarł w 1967 roku.